# Chelonus crassus
Chelonus crassus är en stekelart som beskrevs av Mccomb 1968. Chelonus crassus ingår i släktet Chelonus och familjen bracksteklar. Inga underarter finns listade i Catalogue of Life.